# Даймонд, Милтон
Ми́лтон Да́ймонд (англ. Milton Diamond; 6 марта 1934, Нью-Йорк, штат Нью-Йорк, США — 20 марта 2024, Гонолулу, штат Гавайи) — американский учёный, профессор анатомии и репродуктивной биологии Гавайского университета в Маноа.
После карьеры в области изучения человеческой сексуальности Даймонд ушел из университета в декабре 2009 года, но продолжал свои исследования и писательскую деятельность до полного выхода на пенсию в 2018 году.
Умер 20 марта 2024 года в Гонолулу, Гавайи от остановки сердца в возрасте 90 лет.

## Издания
- Sexual Decisions (1980), ISBN 0-316-18388-1
- Sexwatching: Looking into the World of Sexual Behaviour (1992), ISBN 1-85375-024-7
- Sexual Behavior in Pre Contact Hawai’i: A Sexological Ethnography[5][6]